# موندو
موندو هي ثاني أكبر مدينة في تشاد، وتبعد حوالي 475 كلم عن العاصمة انجمينا

## المناخ
يظهر الجدول التالي التغييرات المناخية على مدار السنة لموندو:
| البيانات المناخية لـموندو                  | البيانات المناخية لـموندو | البيانات المناخية لـموندو | البيانات المناخية لـموندو | البيانات المناخية لـموندو | البيانات المناخية لـموندو | البيانات المناخية لـموندو | البيانات المناخية لـموندو | البيانات المناخية لـموندو | البيانات المناخية لـموندو | البيانات المناخية لـموندو | البيانات المناخية لـموندو | البيانات المناخية لـموندو | البيانات المناخية لـموندو |
| الشهر                                      | يناير                     | فبراير                    | مارس                      | أبريل                     | مايو                      | يونيو                     | يوليو                     | أغسطس                     | سبتمبر                    | أكتوبر                    | نوفمبر                    | ديسمبر                    | المعدل السنوي             |
| ------------------------------------------ | ------------------------- | ------------------------- | ------------------------- | ------------------------- | ------------------------- | ------------------------- | ------------------------- | ------------------------- | ------------------------- | ------------------------- | ------------------------- | ------------------------- | ------------------------- |
| متوسط درجة الحرارة الكبرى °م (°ف)          | 34.1 (93.4)               | 36.7 (98.1)               | 38.6 (101.5)              | 38.0 (100.4)              | 35.7 (96.3)               | 32.3 (90.1)               | 30.2 (86.4)               | 29.8 (85.6)               | 30.7 (87.3)               | 33.1 (91.6)               | 35.1 (95.2)               | 34.2 (93.6)               | 34.0 (93.2)               |
| متوسط درجة الحرارة الصغرى °م (°ف)          | 15.1 (59.2)               | 18.3 (64.9)               | 22.5 (72.5)               | 24.2 (75.6)               | 23.5 (74.3)               | 22.1 (71.8)               | 21.2 (70.2)               | 21.0 (69.8)               | 20.8 (69.4)               | 21.0 (69.8)               | 17.4 (63.3)               | 14.6 (58.3)               | 20.1 (68.2)               |
| الهطول مم (إنش)                            | 0.0 (0.0)                 | 0.2 (0.01)                | 4.6 (0.18)                | 39.2 (1.54)               | 89.8 (3.54)               | 147.7 (5.81)              | 257.8 (10.15)             | 284.8 (11.21)             | 200.1 (7.88)              | 57.1 (2.25)               | 1.5 (0.06)                | 0.0 (0.0)                 | 1٬082٫8 (42.63)           |
| متوسط أيام هطول الأمطار (≥ 0.1 mm)         | 0                         | 1                         | 2                         | 5                         | 9                         | 12                        | 15                        | 19                        | 13                        | 7                         | 2                         | 0                         | 85                        |
| متوسط الرطوبة النسبية (%)                  | 36                        | 28                        | 31                        | 50                        | 63                        | 73                        | 80                        | 81                        | 78                        | 73                        | 56                        | 45                        | 58                        |
| ساعات سطوع الشمس الشهرية                   | 279.0                     | 249.2                     | 248.0                     | 234.0                     | 241.8                     | 210.0                     | 182.9                     | 170.5                     | 186.0                     | 235.6                     | 282.0                     | 291.4                     | 2٬810٫4                   |
| ساعات سطوع الشمس اليومية                   | 9.0                       | 8.9                       | 8.0                       | 7.8                       | 7.8                       | 7.0                       | 5.9                       | 5.5                       | 6.2                       | 7.6                       | 9.4                       | 9.4                       | 7.7                       |
| المصدر #1: المنظمة العالمية للأرصاد الجوية |                           |                           |                           |                           |                           |                           |                           |                           |                           |                           |                           |                           |                           |
| المصدر #2: NOAA (sun and humidity)         |                           |                           |                           |                           |                           |                           |                           |                           |                           |                           |                           |                           |                           |

## النقل والمواصلات
تتوفر مدينة موندو على مطار داخلي يسمى مطار موندو وهو مطار بمدرج معبد

## أعلام
- ماريوس مبايام
- رومارين بيلونغ